# Metriocnemus montanus
Metriocnemus montanus är en tvåvingeart som först beskrevs av Maurice Emile Marie Goetghebuer 1950.  Metriocnemus montanus ingår i släktet Metriocnemus och familjen fjädermyggor.
Artens utbredningsområde är Österrike. Inga underarter finns listade i Catalogue of Life.